# Universidad Técnica de Ilmenau
La Universidad Técnica de Ilmenau (en alemán: Technische Universität Ilmenau, TU Ilmenau) es una universidad pública alemana. Ubicada en la localidad de Ilmenau, Turingia, fue fundada en 1992, con una fuerte vocación técnica. Tiene un total de 5 departamentos académicos (facultades) y cerca de 7200 estudiantes.

## Introducción
La educación y la investigación en la Technische Universität Ilmenau se centra en la ingeniería, con fuertes vínculos con la economía y las ciencias naturales. Es la única universidad en el estado federal de Turingia con el título de "Technische Universität". La universidad comenzó su vida en 1894 como el "Thüringisches Technikum", un centro privado de formación superior. Tuvo un primer estatus de Hochschule für Elektrotechnik (HfE), antes de convertirse en Technische Hochschule (TH) y en 1992 se le otorgó el título de Technische Universität (TU).

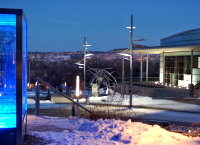
El edificio Humboldt en la Technische Universität Ilmenau.

### Programas
TU Ilmenau ofrece grados de tecnología, ciencias, economía y medios de comunicación. Muchos de ellos tienen un programa interdisciplinar en los que se combinan la tecnología, la economía, el derecho y las ciencias sociales. De los 7200 estudiantes, 1650 vienen de fuera de Alemania. Entre las características distintivas de la TU Ilmenau están la atención personal de los estudiantes por profesores, tutores y mentores; un campus con edificios modernos, a corta distancia; variedad de actividades sociales en asociaciones estudiantiles, así como diversas actividades culturales y deportivas.
La Escuela Internacional está atrayendo la atención de muchos estudiantes e investigadores. Posiblemente, el máster en Comunicaciones y Procesamiento de señales es el bien más buscado, con clases en inglés. Cada semestre, unos 35 estudiantes de todo el mundo se matriculan en el programa, con un alto porcentaje de estudiantes procedentes de Asia. 
El Instituto Fraunhofer de Tecnología de Medios Digitales (IDMT) se encuentra cerca del campus TU Ilmenau. Es bien conocido por la tecnología de procesamiento de audio, el procesamiento de vídeo y de equipos.

## Departamentos
- Departamento de Ingeniería Eléctrica y Tecnología de la Información
- Departamento de Ciencias de la computación y Automatización
- Departamento de Ingeniería Mecánica
- Departamento de Matemáticas y Ciencias Naturales
- Departamento de Ciencias Económicas y Medios de comunicación

### Departamento de Ingeniería Eléctrica y Tecnología de la Información
El Departamento Ingeniería Eléctrica y Tecnología de la Información tiene sus raíces en la antigua escuela de ingeniería, la "Hochschule für Elektrotechnik" (HfE). Se compone de cuatro institutos y de un departamento interuniversitario, el de Tecnología de los Materiales. Imparten también cursos de postgrado: Ingeniería Eléctrica y Tecnología de la Información y Tecnología de Medios de comunicación, así como el ulterior curso de Manager en Telecomunicaciones. El inventor del formato de música MP3, Karlheinz Brandenburg es uno de los profesores de esta Facultad. Oferta un máster en Ciencias de la Comunicación y el Procesamiento de señales (el máster más demandado de Alemania), en inglés medio.

### Departamento de Ciencias de la computación y automatización
El Departamento de Ciencias de la computación y automatización tiene sus raíces en los Institutos de Ingeniería de Control y la Electromedicina y rediología, la "Hochschule für Elektrotechnik" (HfE), así como en los campos de la ciencia de la Ingeniería Informática e Ingeniería informática de la ex TH Ilmenau. Esta facultad cuenta con cinco institutos, entre los 20 departamentos y el junior de la cátedra "Tecnología de Automatización" y está a cargo del curso de estudio de la "Ingeniería Biomédica", "informática", "Ingeniería informática" y "Técnicas de la cibernética y Teoría de sistemas".

### Departamento de Ingeniería Mecánica
El Departamento de Ingeniería Mecánica fue fundado como Facultad de Mecánica de Precisión y Óptica de la HfE. Consta de 19 departamentos así como el junior de la cátedra "Diseño de unidades de mecatrónica" y está a cargo de los cursos de postgrado de Ingeniería Mecánica, Mecatrónica, Ingeniería Automotriz, Optrónica, Formación de docentes para la Formación Profesional y Ciencia de los Materiales, coordinada con el centro interuniversitario Instituto de Tecnología de Materiales. Complementarias-de los cursos de educación que se ofrecen incluyen Aplicaciones de la Luz y el Diseño de la Ingeniería Innovadora para Maquinaria y Equipo Industrial (curso compartido con la Friedrich-Schiller-Universität Jena).

## Investigación
- Nanoingeniería

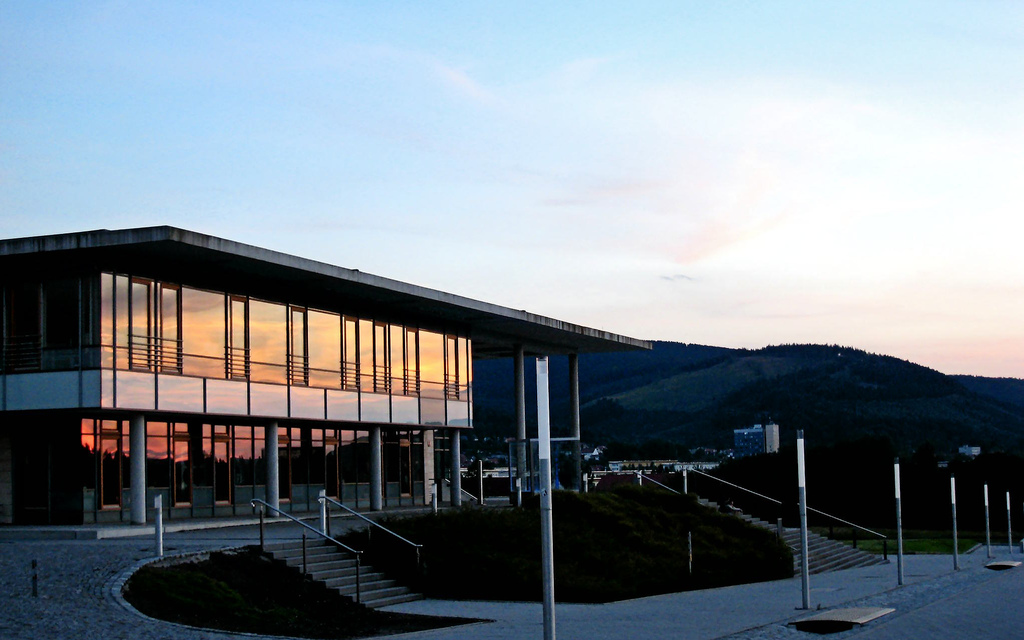
Edificio Newtonbau en la Technische Universität Ilmenau.

- Ingeniería de precisión, de instrumentación y medición
- Técnicas biomédicas y sistemas protésicos
- Unidad de tecnología, energía y medio ambiente
- Tecnología de medios digitales
- Comunicaciones móviles

La universidad tiene un centro importante que contribuye en gran medida a su investigación, el ZMN, Centro de Micro y Nanotecnología, vinculado a empresas industriales a través de entidades como "TU Ilmenau Service GmbH" o "Technologiegesellschaft Thüringen mbH & Co. KG".
La universidad participa activamente en la reestructuración y el desarrollo de la región ("Technologieregion Ilmenau-Arnstadt"). También contribuye a la planeación regional con su pensamiento en el aliento de una alta tecnología de la periferia de la misma universidad. Hay un gran número de innovadores tecnológicos de las empresas que han echado raíces en el área inmediata de la universidad. Con el "Energietechnisches Zentrum Thüringen" (la Ingeniería de la Energía Centro de Turingia), la TU Ilmenau es también la dirección de su estrategia de investigación en la ingeniería de la energía. Aquí la intención es unir a la solidez académica de la Universidad en la ingeniería de la energía y la gestión con los intereses de otros Turingia empresas e institutos.

## Redes internacionales
La Technische Universität Ilmenau es un socio activo en el ámbito científico-tecnológico, así como la promoción económica de la Ilmenau Desarrollo Tecnológico de la Zona. Además de esto, busca ganar gran reputación, tanto a escala nacional e internacional. Considerando exportación de formación como uno de sus principales tareas, la universidad apoya el intercambio internacional de sus estudiantes y colaboradores sobre la base de los programas establecidos para este propósito.La Technische Universität Ilmenau se esfuerza por aumentar el número de estudiantes extranjeros y, por lo tanto, promueve la educación cultural como un aspecto importante de una creciente competencia internacional solicitada. Cada dos años, la Iniciativa Solidarische Welt Ilmenau e.V. hosts ISWI (Estudiante Internacional de la Semana de Ilmenau) en la universidad técnica de Ilmenau. Es una Conferencia Internacional para estudiantes de todo el mundo. Se persigue el objetivo de fomentar la tolerancia, la comprensión entre las naciones y una internacional de actitud. La TU Ilmenau ejecuta we4you, que es una organización para la ayuda y la bienvenida a los estudiantes internacionales en Ilmenau.

## Technische Universität Ilmenau en Turingia cultura científica y tecnológica
La Universidad es el más importante empleador en Ilmenau. Es una de las 4 universidades en Turingia, siendo los otros el de la Universidad de Erfurt, la Universidad Bauhaus de Weimar, y de la Universidad Friedrich Schiller de Jena. Ahora es el centro más importante de la ciencia en Turingia, intensivo y de cooperación con la universidad técnica de Ilmenau ocurrir.

## Egresados de la TU Ilmenau
- Karlheinz Brandenburg, Ingeniero Eléctrico y Matemático
- Michael Roth (1936 – 2019) – Ingeniero
- Horst Sachs (1927 – 2016) – Matemático